# Elizabeth Blackmore
Elizabeth Blackmore (Perth, 1987) es una actriz australiana.

## Carrera
Elizabeth interpretó de forma recurrente a Marianna, en 2010, una hermana de la obscuridad en la serie Legend of the Seeker.
En el 2011 apareció como invitada en dos episodios de la popular serie australiana Home and Away donde interpretó a Shandi Palmer, la hija de John Palmer (Shane Withington). En el 2014 la actriz Tess Haubrich interpretó a Shandi en la serie.
Ese mismo año obtuvo un pequeño papel en la película Burning Man donde interpretó a la recepcionista del área de oncología.
En el 2012 apareció en un episodio de la serie norteamericana Beauty and the Beast donde interpretó a Victoria Hansen, una bailarina de ballet que convence a su amiga Jemma Palmer para que no denuncie a Phillippe Bertrand, su instructor de ballet, quien había abusado de esta.
En el 2013 se unió al elenco de la película de terror Evil Dead donde interpretó a Natalie, la novia de David (Shiloh Fernández).
En el 2015 se unió al elenco recurrente de la séptima temporada de la serie The Vampire Diaries donde interpreta a Valerie Tulle, una exmiembro de los "Herejes" , un grupo de híbridos de bruja sifón-vampiro.

## Filmografía

### Películas
| Año  | Título              | Personaje     | Notas |
| ---- | ------------------- | ------------- | --- |
| 2024 | Sleeping Dogs       | Dana Finn     | |
| 2015 | Killers and Thieves | Ladrona       | corto - junto a John Waters, Sean James Murphy y Rory Williamson                                              |
| 2015 | Skin Deep           | Isabel        | junto a Olga Assabgy, Billie Rose Pritchard, Zara Zoe, Takaya Honda y Monica Zanetti                          |
| 2013 | Evil Dead           | Natalie       | junto a Jane Levy, Shiloh Fernandez, Lou Taylor Pucci y Jessica Lucas                                         |
| 2013 | The Road Home       | Dede          | corto - junto a Maddi Newling, Kathleen Hoyos, Shalane Connors, Shannon Ashlyn, Brenna Harding y Kelly Butler |
| 2011 | Nascondino          | —             | corto |
| 2011 | Burning Man         | Recepcionista | junto a Matthew Goode, Bojana Novakovic, Essie Davis y Rachel Griffiths                                       |
| 2008 | Pip's First Time    | —             | corto - junto a Cheree Cassidy y Geraldine Hakewill                                                           |

### Series de televisión
| Año         | Serie                | Personaje        | Notas                                      |
| ----------- | -------------------- | ---------------- | ------------------------------------------ |
| 2016        | Supernatural         | Toni Bavell      | Episodio 22, temporada 12: "Alpha & Omega" |
| 2015 - 2016 | The Vampire Diaries  | Valerie Tulle    | 16 episodios                               |
| 2012        | Beauty and the Beast | Victoria Hansen  | episodio "Proceed with Caution"            |
| 2011        | Home and Away        | Shandi Ayres     | 2 episodios                                |
| 2010        | Legend of the Seeker | Hermana Marianna | 6 episodios                                |